# Alejandro Fernández
Alejandro Fernández Abarca (aleˈxandro ferˈnandes) é um cantor mexicano. Natural de Guadalajara, é conhecido como "El Potrillo".

## Discografia

### Álbuns de estúdio
- 1992:  Alejandro Fernández
- 1993: Piel de Niña
- 1994: Grandes éxitos a la manera de Alejandro Fernández
- 1995: Que seas muy feliz
- 1996:  Muy dentro de mi corazón
- 1997:  Me estoy enamorando
- 1999:  Mi verdad
- 2000:  Entre tus brazos
- 2001:  Orígenes
- 2003:  Niña amada mía
- 2004:   El sueño del héroe
- 2004:  A corazón abierto
- 2007:  Viento a favor
- 2009:  Dos mundos

### Álbuns ao vivo
- 1999:  Christmas in Vienna VI
- 2002:  Un canto de México
- 2003:  En vivo: Juntos por última vez
- 2005:  México-Madrid: en directo y sin escalas
- 2010:  Dos mundos: Revolución